# Consistório Ordinário Público de 1967
Em 26 de junho de 1967, durante o seu segundo consistório, o Papa Paulo VI criou 27 cardeais. Os 27 novos cardeais foram:

## Cardeais Eleitores
| Nº       | País               | Nome                                   | Idade    | Cargo                                                         | Título ou Diaconia                                                                  |
| Cardeais | Cardeais           | Cardeais                               | Cardeais | Cardeais                                                      | Cardeais                                                                            |
| -------- | ------------------ | -------------------------------------- | -------- | ------------------------------------------------------------- | ----------------------------------------------------------------------------------- |
| 1        | Argentina          | Nicolás Fasolino                       | 80       | arcebispo de Santa Fé de la Vera Cruz                         | Cardeal-presbítero de Beata Virgem Maria das Dores na Piazza Buenos Aires           |
| 2        | Itália             | Antonio Riberi                         | 70       | núncio na Espanha                                             | Cardeal-presbítero de São Jerônimo da Caridade                                      |
| 3        | Itália             | Giuseppe Beltrami                      | 78       | núncio nos Países Baixos                                      | Cardeal-presbítero de Santa Maria Libertadora no Monte Testácio                     |
| 4        | Itália             | Alfredo Pacini                         | 79       | núncio na Suíça                                               | Cardeal-presbítero de Santos Anjos da Guarda na Città Giardino                      |
| 5        | França             | Gabriel-Marie Garrone                  | 65       | pró-prefeito da S.C. dos Seminários e das Universidades       | Cardeal-presbítero de Santa Sabina                                                  |
| 6        | Estados Unidos     | Patrick Aloysius O'Boyle               | 70       | arcebispo de Washington                                       | Cardeal-presbítero de São Nicolau no Cárcere                                        |
| 7        | Itália             | Egidio Vagnozzi                        | 61       | delegado apostólico nos Estados Unidos                        | Cardeal-diácono de São José na Via Trionfale                                        |
| 8        | Bélgica            | Maximilien de Fürstenberg              | 62       | núncio em Portugal                                            | Cardeal-presbítero de Sagrado Coração de Jesus em Castro Pretório                   |
| 9        | Itália             | Antonio Samorè                         | 61       | secretário da S.C. os Afazeres Eclesiásticos Extraordinários  | Cardeal-presbítero de Santa Maria sobre Minerva                                     |
| 10       | Itália             | Francesco Carpino                      | 62       | pró-prefeito da Congregação para a Disciplina dos Sacramentos | Cardeal-presbítero de Santa Maria Auxiliadora na Via Tuscolana                      |
| 11       | Bolívia            | José Clemente Maurer, C.Ss.R.          | 67       | arcebispo de Sucre                                            | Cardeal-presbítero de Santíssimo Redentor e Santo Afonso na Via Merulana            |
| 12       | Itália             | Pietro Parente                         | 76       | secretário da Congregação para a Doutrina da Fé               | Cardeal-presbítero de São Lourenço em Lucina                                        |
| 13       | Itália             | Carlo Grano                            | 79       | núncio na Itália                                              | Cardeal-presbítero de São Marcelo                                                   |
| 14       | Itália             | Angelo Dell'Acqua, O.SS.C.A.           | 63       | substituto do Secretariado de Estado e secretário da Cifra    | Cardeal-presbítero de Santos Ambrósio e Carlos                                      |
| 15       | Itália             | Dino Staffa                            | 60       | pró-prefeito do Supremo Tribunal da Assinatura Apostólica     | Cardeal-presbítero de Santa Maria sobre Minerva                                     |
| 16       | Itália             | Pericle Felici                         | 55       | secretário-geral da Curia Romana                              | Cardeal-diácono de Santo Apolinário nas Termas Neronianas-Alexandrinas              |
| 17       | Estados Unidos     | John Joseph Krol                       | 56       | arcebispo de Filadélfia                                       | Cardeal-presbítero de Nossa Senhora da Misericórdia e Santo Adriano na Villa Albani |
| 18       | França             | Pierre Veuillot                        | 54       | arcebispo de Paris                                            | Cardeal-presbítero de São Luís dos Franceses                                        |
| 19       | Estados Unidos     | John Patrick Cody                      | 59       | arcebispo de Chicago                                          | Cardeal-presbítero de Santa Cecília                                                 |
| 20       | Itália             | Corrado Ursi                           | 58       | arcebispo de Nápoles                                          | Cardeal-presbítero de São Calisto                                                   |
| 21       | Alemanha Ocidental | Alfred Bengsch                         | 45       | bispo de Berlim                                               | Cardeal-presbítero de São Filipe Néri em Eurosia                                    |
| 22       | Indonésia          | Justinus Darmojuwono                   | 52       | arcebispo de Semarang                                         | Cardeal-presbítero de Santíssimos Nomes de Jesus e Maria na Via Lata                |
| 23       | Polónia            | Karol Wojtyła                          | 47       | arcebispo de Cracóvia                                         | Cardeal-presbítero de São Cesário em Palatio                                        |
| 24       | Itália             | Michele Pellegrino                     | 64       | arcebispo de Turim                                            | Cardeal-presbítero de Santíssimo Nome de Jesus                                      |
| 25       | França             | Alexandre-Charles-Albert-Joseph Renard | 61       | arcebispo de Lyon                                             | Cardeal-presbítero de São Francisco de Paula no Monti                               |
| 26       | Estados Unidos     | Francis John Brennan                   | 73       | decano da Sacra Rota Romana                                   | Cardeal-diácono de Santo Eustáquio                                                  |
| 27       | Suíça              | Benno Walter Gut, O.S.B.               | 70       | Abade-Primaz da Ordem de São Bento                            | Cardeal-diácono de São Jorge em Velabro                                             |

## Link Externo
- «Catholic Hierarchy» (em inglês)